# Walt Hriniak
Walter John Hriniak (né le 22 mai 1943 à Natick, Massachusetts, États-Unis) est un ancien receveur et instructeur de baseball.
Malgré une brève carrière de seulement 47 matchs joués dans la Ligue majeure de baseball en 1968 et 1969, Walt Hriniak devient un instructeur des frappeurs fort respecté. Il occupe notamment ce poste chez les White Sox de Chicago de 1989 à 1995, où il est notable pour son travail auprès de Frank Thomas, un futur membre du Temple de la renommée du baseball dont il est le premier instructeur des frappeurs au niveau majeur. La vedette Dwight Evans des Red Sox de Boston affirme aussi que les conseils prodigués par Hriniak ont sauvé sa carrière en 1980.

## Carrière
Il évolue dans la Ligue majeure de baseball avec les Braves d'Atlanta en 1968 et 1969, puis les Padres de San Diego en 1969. Il joue au total 47 matchs : 16 sur deux saisons avec Atlanta, puis 31 pour San Diego. Avec 25 coups sûrs en carrière, Hriniak affiche une moyenne au bâton de ,253 et amasse 4 points produits et 4 points marqués. Tous ses coups sûrs dans les majeures sont des simples.
Il joue son premier match avec les Braves d'Atlanta le 10 septembre 1968. La batterie des Braves ce jour-là face aux Giants de San Francisco à Atlanta est composée de Hriniak au poste de receveur et d'Al Santorini au poste de lanceur partant, ce dernier jouant aussi son premier match dans les majeures. C'est la dernière fois que deux joueurs font leurs débuts dans les majeures le même jour avec Atlanta jusqu'à l'arrivée de Lucas Sims et Ozzie Albies près d'un demi-siècle plus tard, le 1er août 2017. Le 13 juin 1969, Atlanta transfère Hriniak et le joueur de champ intérieur Van Kelly aux Padres de San Diego contre le vétéran voltigeur Tony González, donnant au receveur la chance de faire partie de la première édition des Padres, une nouvelle équipe de la Ligue nationale de baseball en 1969.
Walt Hriniak est instructeur de premier but des Expos de Montréal lors des saisons 1974 et 1975. Après plusieurs années comme instructeur des Red Sox de Boston, qui se terminent par sa démission en 1987, il est instructeur des frappeurs des White Sox de Chicago de 1989 à 1995.